# بانک تجارت تگزاس
بانک تجارت تگزاس (به انگلیسی: Commercial Bank Of Texas) شرکت خدمات مالی و بانکداری است، که هم‌اکنون در ایالت تگزاس در جنوب آمریکا فعالیت می‌کند.

## تاریخچه
در۱۴ اکتبر ۱۹۰۱میلادی، زمانی که چوب، پنبه و  راه‌آهن  صنایع غالب بود و تئودور روزولت رئیس‌جمهور بود، کشاورز موفق، TJ ویلیامز، بانک ملی ناکوگوسکی (CNB) را با سرمایه اولیه ۵۰٬۰۰۰ دلار تأسیس کرد. هیئت مدیره اصلی شامل افراد برجسته مانند RS Lovett، رئیس راه‌آهن جنوب اقیانوس آرام و کاپیتان جیمز بیکر، یکی از وکلای برجسته هوستون مسئول ذخیره دانشگاه بریتیش ایرویز بود. در سال ۱۹۰۲ میلادی، آقای EA Blount کنترل منافع را در CNB خریداری کرد و در سال ۱۹۰۳، بانک به محل فعلی خود نقل مکان کرد. در دوره اولیه، قبل از ایجاد سیستم فدرال رزرو، بانک ملی تجاری تگزاس، نسبت به چاپ اسکناس اقدام کرد.
در آوریل ۱۹۸۴میلادی، بانک ملی تجاری، یک پروژه بازسازی ۱٬۶ میلیون دلاری را به منظور بازسازی امکانات مرکز شهرتگزاس پس از وقوع آسیب گسترده آتش‌سوزی، متعهد شد. در ۱۹۹۱میلادی در طول بحران پس‌انداز و وام، CNB سپرده‌های بیمه شده از Superior Savings Bank را دریافت کرد. در اکتبر سال ۱۹۹۵، پیش بینی رشد آینده، بانک نام خود را به بانک تجارت تگزاس، (CBTx) تغییر داد. دو خرید در سال ۱۹۹۸، خرید بانک The East Texas و خرید چهار محل شعبه از Surety Bank دو برابر حجم دارایی بانک بود. این بازار بانکی را گسترش داد تا شهرستان‌های انجلینا،  چروکی  و هوستون را شامل شود.
بانک مرکزی تگزاس پس از شعار رئیس بانک سابق بانک توماس وان بیکر می‌گوید: «بانک می‌تواند تنها به عنوان موفقیت‌های جامعه موفق شود.» بانک تجارت تگزاس به‌طور صحیح در جهت رسیدن به قرن دوم خود از ارائه روش‌های موفقیت‌آمیز بانکداری بر اساس استانداردهای صدق و محتاطانه عمل می‌کند. در حال حاضر CBTx بیش از ۲۰۰ کارمند در ۱۳ جوامع دارد و هیئت مدیره و افسران بانک شخصاً در جوامعی که در خدمت هستند، درگیر می‌شوند. بانک تجارت تگزاس تنها بانک محلی در ناگودوچ‌ها باقی مانده‌است و افتخار دارد که جامعه را با بیش از یک قرن خدمات، عمیقاً ریشه دار و غنی از سنت فراهم کند.

## خدمات
- کارت اعتباری
- وام مسکن
- خدمات بیمه